# Milow
Jonathan Vandenbroeck (nascut el 14 de juliol de 1981 a Borgerhout, vora Anvers), popularment conegut per Milow, és un compositor i cantant d'origen belga, amb gran popularitat en tot Europa.

## Biografia
Fill de belga i neerlandesa, Milow va debutar al festival Humo's Rock Rally el 2004, obtenint el tercer lloc en la competició. El 2006, Milow va produir el seu primer àlbum The Bigger Picture juntament amb Nigel Powell (del grup britànic Unbelievable Truth). En aquest mateix any, ja sonava sovint el seu single One of it en la ràdio Studio Brussel. El seu següent single You don't know va aconseguir el número 3 en la llista belga d'èxits Ultratop 50
El periòdic flamenc De Standaard va oferir a Milow una columna en la seva edició online. Milow encara escriu en el seu blog anomenat off the record sobre les seves cançons, concerts i esdeveniments de la seva vida. El 28 de juny de 2007, Milow va actuar com a concert d'obertura en el festival belga Rock Werchter. En setembre de 2008 va presentar la seva versió de Institutor Technology, single original de 50 cent, Justin Timberlake i Timbaland aconseguint el número 1 en la llista belga Ultratop 50 i l'holandesa Dutch Top 40.
Milow va estudiar en Califòrnia, EUA durant un any amb el programa AFS Intercultural Programs.
Quin és el seu objectiu?. "Continuar sorprenent-me a mi mateix, convèncer a la gent que sóc una mica més que "aquesta versió", escriure un àlbum encara millor i fer concerts en tots els països en els quals sigui possible".
El 2009 va guanyar cinc Music Industry Awards: Millor artista masculí, millor pop, artista més descarregat, millor vídeo musical ("Ayo Technology") i, de nou, Cançó de l'any ("Ayo Technology"). El gener del 2010, Milow va guanyar el primer Public Choice Award en els setens European Border Breaker Awards (EBBA) anuals de Groningen, Països Baixos. En acceptar el premi, va agrair als seus fans que fossin "els primers que van creure en la meva música quan ningú no volia recolzar-me", abans de demanar al públic que pagués legítimament la música que els agrada. El 2 de març de 2010, Milow va guanyar el premi de "Millor nouvingut internacional" als Swiss Music Awards de Zuric, Suïssa. Els altres dos nominats van ser Kings of Leon i Lady Gaga. El 2 d'octubre de 2012 va actuar a Pekín.

## Discografia

### Àlbums
- 2006: The Bigger Picture
- 2008: Coming of Age
- 2011: North and South
- 2014: Silver Linings
- 2016: Modern Heart
- 2019: Lean Into Me

### Àlbums En Viu
- 2009: Maybe Next Year
- 2012: From North To South

### Àlbums recopilatoris
- 2009: Milow

### Singles
| Any  | Títol                                | Posició  | Posició  | Posició | Posició | Posició | Posició | Posició | Posició | Posició | Posició | Posició | Posició | Posició | Posició | Posició | Posició | Posició | Àlbum                               |
| Any  | Títol                                | BEL (Vl) | BEL (Wa) | NED     | GER     | AUT     | SUI     | SWE     | DEN     | FIN     | FRA     | ITA     | SPA     | POR     | CZE     | SLK     | TUR     | ROM     | Àlbum                               |
| ---- | ------------------------------------ | -------- | -------- | ------- | ------- | ------- | ------- | ------- | ------- | ------- | ------- | ------- | ------- | ------- | ------- | ------- | ------- | ------- | ----------------------------------- |
| 2005 | "More Familiar"                      | —        | —        | —       | —       | —       | —       | —       | —       | —       | —       | —       | —       | —       | —       | —       | —       | —       | Milow (DE, AT, CH)                  |
| 2005 | "One of It"                          | —        | —        | 65      | —       | —       | —       | —       | —       | —       | —       | —       | —       | —       | —       | —       | —       | —       | Milow (DE, AT, CH)                  |
| 2006 | "Excuse to Try"                      | —        | —        | —       | —       | —       | —       | —       | —       | —       | —       | —       | —       | —       | —       | —       | —       | —       | Milow (DE, AT, CH)                  |
| 2006 | "Landslide"                          | —        | —        | —       | —       | —       | —       | —       | —       | —       | —       | —       | —       | —       | —       | —       | —       | —       | The Bigger Picture                  |
| 2006 | "You Don't Know"                     | 3        | 64       | 8       | 15      | 21      | 8       | —       | —       | —       | 40      | —       | —       | 54      | —       | 93      | —       | —       | The Bigger Picture                  |
| 2007 | "Dreamers and Renegades"             | 24       | —        | —       | —       | —       | —       | —       | —       | —       | —       | —       | —       | —       | —       | —       | —       | —       | The Bigger Picture                  |
| 2008 | "The Ride"                           | 41       | —        | —       | —       | —       | —       | —       | —       | —       | —       | —       | —       | —       | —       | —       | —       | —       | Coming of Age / Milow (GER, AT, CH) |
| 2009 | "Ayo Technology"                     | 1        | 5        | 1       | 2       | 2       | 1       | 1       | 1       | 10      | 8       | 5       | 1       | 12      | 5       | 11      | 18      | 47      | Milow                               |
| 2010 | "Out Of My Hands" (amb Marit Larsen) |          |          |         | 19      |         |         |         |         |         |         |         |         |         |         |         |         |         | Milow                               |

## Premis

### TMF-awards
- Millor Nou Artista Internacional (2007)

### Premis Indústria Musical
2007
- Millor Vídeo Musical (2007)
- Millor Cançó (2007) (per 'You Don't Know')
- Millor Nou Artista Revelació (2007)

2008
- Millor Vídeo Musical (2008)
- Millor Cançó (2008) (per Institutor Technology)
- Millor Pop (2008)
- Millor Artista en Solo Masculí (2008)
- Premi Ultratop Descàrrega (Premi al més descarregat) (2008)

2011
- Millor Actuació en Directe
- Millor Artista Solista Masculí
- Millor Pop

### Premis MTV Europe Music
2009
- Nominat com a Millor Actuació Belga i Holandesa (2009)

### Premis European Border Breakers
2010
- Rècord Vendes com a Artista Belga a Europa
- Premi Elecció del Públic